# فرزانة كابولي
فرزانة كابولي (بالفارسية: فرزانه کابلی)‏ (1949 في طهران - ) ممثلة، وراقصة، ومصممة رقص، وممثلة مسرحية من إيران.

## وصلات خارجية
- فرزانة كابولي على موقع IMDb (الإنجليزية)